# Matador (film 1925)
Matador (The Spaniard) è un film muto del 1925 diretto da Raoul Walsh. La sceneggiatura si basa su The Spaniard, romanzo di Juanita Savage che venne pubblicato a New York nel 1924.
In ruoli minori, ambedue nei panni di torero, appaiono due giovani attori ispanici, Don Alvarado e Gilbert Roland, all'inizio della loro carriera che sarebbe in seguito proseguita facendoli diventare due popolari latin lover dello schermo.

## Trama
In visita in Inghilterra, il Grande di Spagna don Pedro de Barrego si innamora di Dolores Annesley, una bellissima giovane inglese che però rifiuta le avances dell'uomo. Barrego, deluso, ritorna in Spagna dove riprende la sua carriera di torero. Qualche tempo dopo, Dolores si reca in Spagna, dove, a Siviglia, assiste ai combattimenti di don Pedro. A causa di una tempesta tre le montagne, la giovane è costretta a cercare rifugio nel castello che appartiene proprio all'uomo che, ancora innamorato di lei, si rifiuta di lasciarla andare. Dolores cerca allora di fuggire aiutata da Gomez, il valletto, ma il piano dei due viene scoperto. Quando la giovane donna riesce alla fine a scappare, Barrego la insegue. Benché ferito dopo la caduta del suo cavallo, salva Dolores che sta per soccombere all'aggressione di Gomez. Davanti al coraggio di don Pedro, Dolores finalmente ammette di amare il nobile spagnolo e accetta di diventare la sua sposa.

## Produzione
Il film fu prodotto dalla Famous Players-Lasky Corporation.

## Distribuzione
Distribuito dalla Paramount Pictures, il film uscì nelle sale cinematografiche USA il 4 maggio 1925.